# 時短 (労働)
時短（じたん）は、「時間短縮」の略で、一般には労働時間の短縮、および政府による年間総労働時間の短縮政策を指す。

## 日本における時短政策
1980年代に日本が対外貿易黒字を大きくするにつれ貿易摩擦が発生し、欧米諸国からの批判が相次いだが、その中のひとつに「日本人の働きすぎ」が挙げられた。国内においても過労死が社会問題と化し、うつ病などの精神疾患を引き起こす労働者も増加していった。また豊かさの指標においてGDPだけでなく「ゆとり」に目を向けられるようになる中で、労働時間の短縮が叫ばれるようになった。
こうした背景で、政府は1988年に経済計画（閣議決定「世界とともに生きる日本－経済運営五ヶ年計画」）の中で一人当たりの年間労働時間を1800時間程度とする目標を定めた。これを推進するために、1992年には企業への指導、助成金などの支援措置を盛り込んだ「労働時間の短縮の促進に関する臨時措置法」（時短促進法）が5年間の時限立法として施行。さらに1994年には労働基準法が改正され、法定労働時間が原則週40時間に短縮された。
しかし、その後不況が長引く中、1990年代後半には多くの企業がリストラを断行し、正社員の数が急減した。そのため一人当たりの仕事量は増加し、過労問題はむしろ深刻化した。またサービス残業が広く行われるようにもなった。
時短促進法は2度改正されて期限が延長され、年間総実労働時間の平均は1992年度には1958時間だったものが2003年度には1853時間まで減少した。しかしながら、この数字の背景には上に挙げたサービス残業や、パート・アルバイト人員の増加によるものとする説が有力であり、正社員に限れば労働時間はむしろ延びていったとも言われている。
結果、政府は年間労働時間を一律1800時間とする目標を廃止し、職場ごとに労働時間の設定を各自行なうとする方針を決定した。これを受け、2006年4月に労働時間等の設定の改善に関する特別措置法が施行された。しかし、この方針転換に対しては、サービス残業がますます横行するのをはじめとして労働事情が悪化するのではという批判も相次いでいる。